# Zoran Pavlovič
Zoran Pavlovič (ur. 27 czerwca 1976 w Tuzli) – słoweński piłkarz bośniackiego pochodzenia występujący na pozycji pomocnika, reprezentant Słowenii w latach 1998–2002.

## Kariera klubowa
Pavlovič grał m.in. w takich klubach jak: NK Rudar Velenje, Dinamo Zagrzeb, Austria Wiedeń, SV Salzburg, Worskła Połtawa, SFC Opava, NK Olimpija Lublana, Rot-Weiß Erfurt, NK Nafta Lendava, NK Interblock, NK Maribor i NK Drava Ptuj.

## Kariera reprezentacyjna
W reprezentacji Słowenii rozegrał 21 meczów i uczestniczył z nią w Mistrzostwach Europy 2000 oraz Mistrzostwach Świata 2002.

## Sukcesy
NK Rudar Velenje
- Puchar Słowenii: 1997/1998

Dinamo Zagrzeb
- mistrzostwo Chorwacji: 1999/2000
- Puchar Chorwacji: 2000/2001

NK Maribor
- mistrzostwo Słowenii: 2008/2009
- Superpuchar Słowenii: 2009